# Albanische Fußballnationalmannschaft (U-21-Männer)

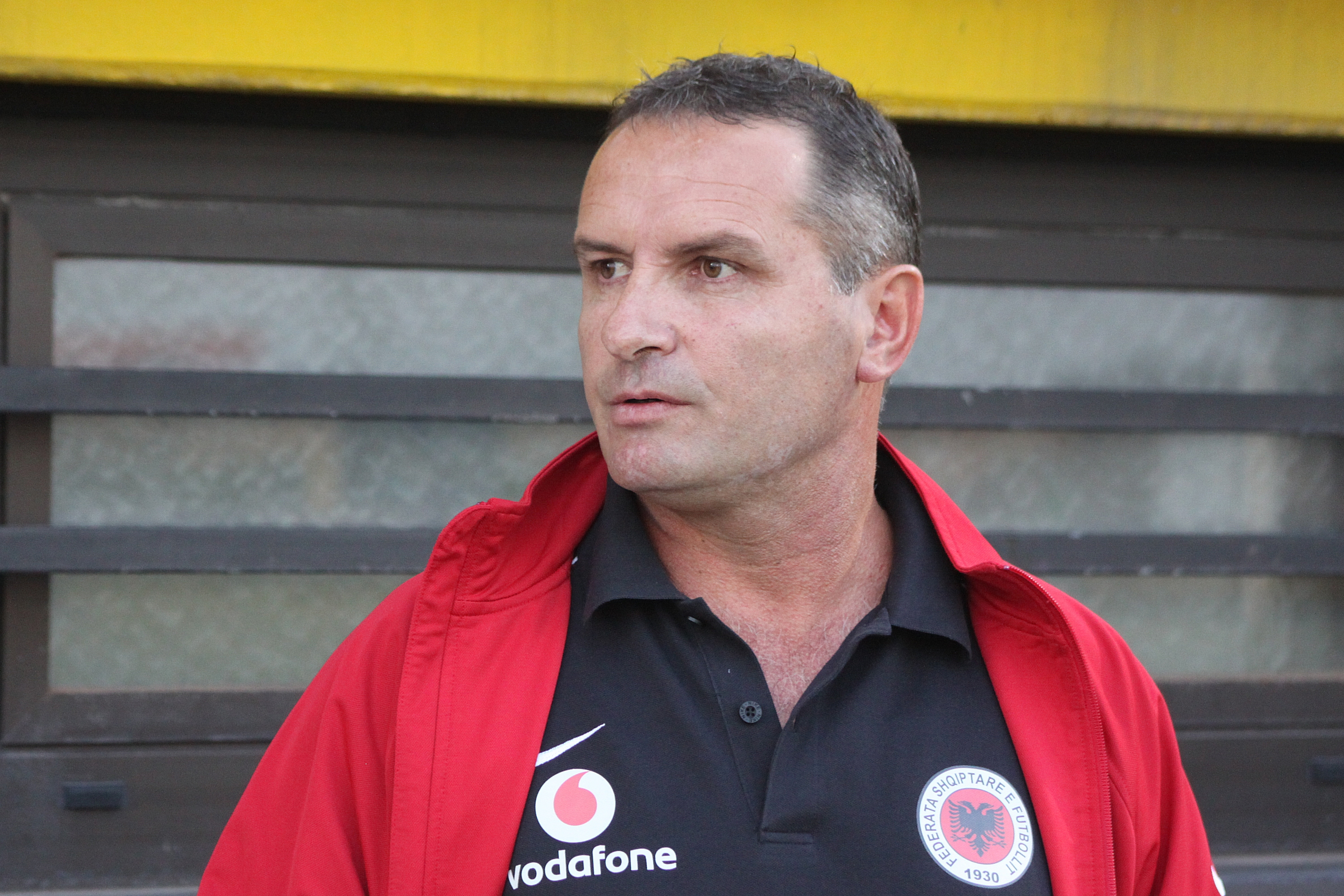
Aktueller Teamchef Artan Bushati

Die albanische U-21-Fußballnationalmannschaft ist eine Auswahlmannschaft albanischer Fußballspieler. Sie untersteht der Federata Shqiptare e Futbollit und repräsentiert sie auf der U-21-Ebene in Freundschaftsspielen gegen die Auswahlmannschaften anderer nationaler Verbände, aber auch bei der Europameisterschaft des Kontinentalverbandes UEFA. Spielberechtigt sind Spieler, die ihr 21. Lebensjahr noch nicht vollendet haben und die albanische Staatsangehörigkeit besitzen. Bei Turnieren ist das Alter beim ersten Qualifikationsspiel maßgeblich.

## Geschichte
Erst einmal in ihrer Geschichte hat die U-21-Auswahl Albaniens sich für eine U-21-Fußball-Europameisterschaft qualifizieren können. 1984 siegten die Südosteuropäer in Gruppe 6 und sicherten sich den ersten Platz. Sie ließen dabei die Teams aus Westdeutschland, Österreich und der Türkei hinter sich. Beide Spiele gegen die deutsche Mannschaft endeten 1:1 unentschieden. Gegen die jeweils anderen Teams gewannen die Albaner. Nur auf Grund eines weiteren Ausrutschers des Juniorenteams aus Deutschland sicherte sich die albanische Mannschaft die Teilnahme am EM-Endrundenturnier. Dennoch galt die Qualifikation Albaniens als Sensation. Im Viertelfinale standen die Rot-Schwarzen der Mannschaft aus Italien gegenüber. Beide Partien wurden mit einem knappen 0:1 verloren gegeben.
Bei der Qualifikation zur Europameisterschaft 1996 erreichten die Albaner in der Gruppe 2 den fünften von sieben Plätzen und ließen die georgische und kasachische Mannschaft hinter sich. Das Team feierte zwei Siege und vier Unentschieden, verlor aber sechs weitere Vergleiche bei einer Tordifferenz von 9:26. Achtungserfolge sammelte die Mannschaft mit ihren Unentschieden gegen die Türkei und Ukraine.
Da nach der EM 2006 bereits 2007 die nächste Europameisterschaft stattfand und nicht wie üblich alle zwei Jahre, wurde diese Qualifikation in einem Schnellverfahren ausgespielt mit einer Vorrunde, einer kurzen Gruppenphase mit drei Mannschaften und den Play-off-Games. Albanien brauchte erst in die Gruppenphase einsteigen. In der Gruppe 2 wurde der albanischen Nationalmannschaft die Slowakei und Spanien zugelost. Es fand nur ein Spiel gegen jede Mannschaft statt, so dass die Teams je einmal Auswärts und einmal Heimrecht hatten. In der ersten Partie gegen die Slowakei erspielte sich die Mannschaft ein 0:0 und hatte ihren ersten Zähler auf dem Konto. Am zweiten Spieltag empfingen die Spieler von der Adriaküste das Team aus Spanien. Mit 0:3 unterlag die Mannschaft klar und verpasste die Teilnahme an den Play-off-Spielen.
Bei der Qualifikation zur Europameisterschaft 2009 erwischten die Albaner mit Italien und Kroatien ein schweres Los. Gegen die Italiener verlor man das erste Spiel 0:4, konnte sich aber im Rückspiel bei einer 0:1 Achtung erspielen. Gegen den anderen Favoriten aus Kroatien konnte man das Hinspiel sogar mit 1:0 gewinnen, verlor aber in Kroatien mit 0:4. Gegen den Tabellenletzten Aserbaidschan kam die Mannschaft nicht über zwei Unentschieden hinaus und verschenkte Punkte. Den höchsten Sieg gab es gegen die Färöer, die man auf fremden Boden 0:5 bezwang. Am Ende wurde das Team vierter.

## Teilnahme bei U-21 Europameisterschaften
| 1978                         | nicht qualifiziert |
| 1980                         | nicht qualifiziert |
| 1982                         | nicht qualifiziert |
| 1984                         | Viertelfinale      |
| 1986                         | nicht qualifiziert |
| 1988                         | nicht qualifiziert |
| 1990                         | nicht qualifiziert |
| 1992                         | nicht qualifiziert |
| 1994 in Frankreich           | nicht qualifiziert |
| 1996 in Spanien              | nicht qualifiziert |
| 1998 in Rumänien             | nicht qualifiziert |
| 2000 in der Slowakei         | nicht qualifiziert |
| 2002 in der Schweiz          | nicht qualifiziert |
| 2004 in Deutschland          | nicht qualifiziert |
| 2006 in Portugal             | nicht qualifiziert |
| 2007 in den Niederlanden     | nicht qualifiziert |
| 2009 in Schweden             | nicht qualifiziert |
| 2011 in Dänemark             | nicht qualifiziert |
| 2013 in Israel               | nicht qualifiziert |
| 2015 in Tschechien           | nicht qualifiziert |
| 2017 in Polen                | nicht qualifiziert |
| 2019 in Italien & San Marino | nicht qualifiziert |
| 2021 in Slowenien & Ungarn   | nicht qualifiziert |
| 2023 in Rumänien & Georgien  | nicht qualifiziert |
| 2025 in der Slowakei         | nicht qualifiziert |

Bemerkung: Zwischen 1978 und 1992 wurde die Endrunde einer U-21-Europameisterschaft nicht in einem Land ausgetragen, sondern durch Hin- und Rückspiele in den jeweiligen teilnehmenden Nationen absolviert.

## Ehemalige und bekannte Spieler
Auswahl
- Jahmir Hyka
- Andi Lila
- Enco Malindi
- Xhevahir Sukaj
- Samir Ujkani